# 变调夹

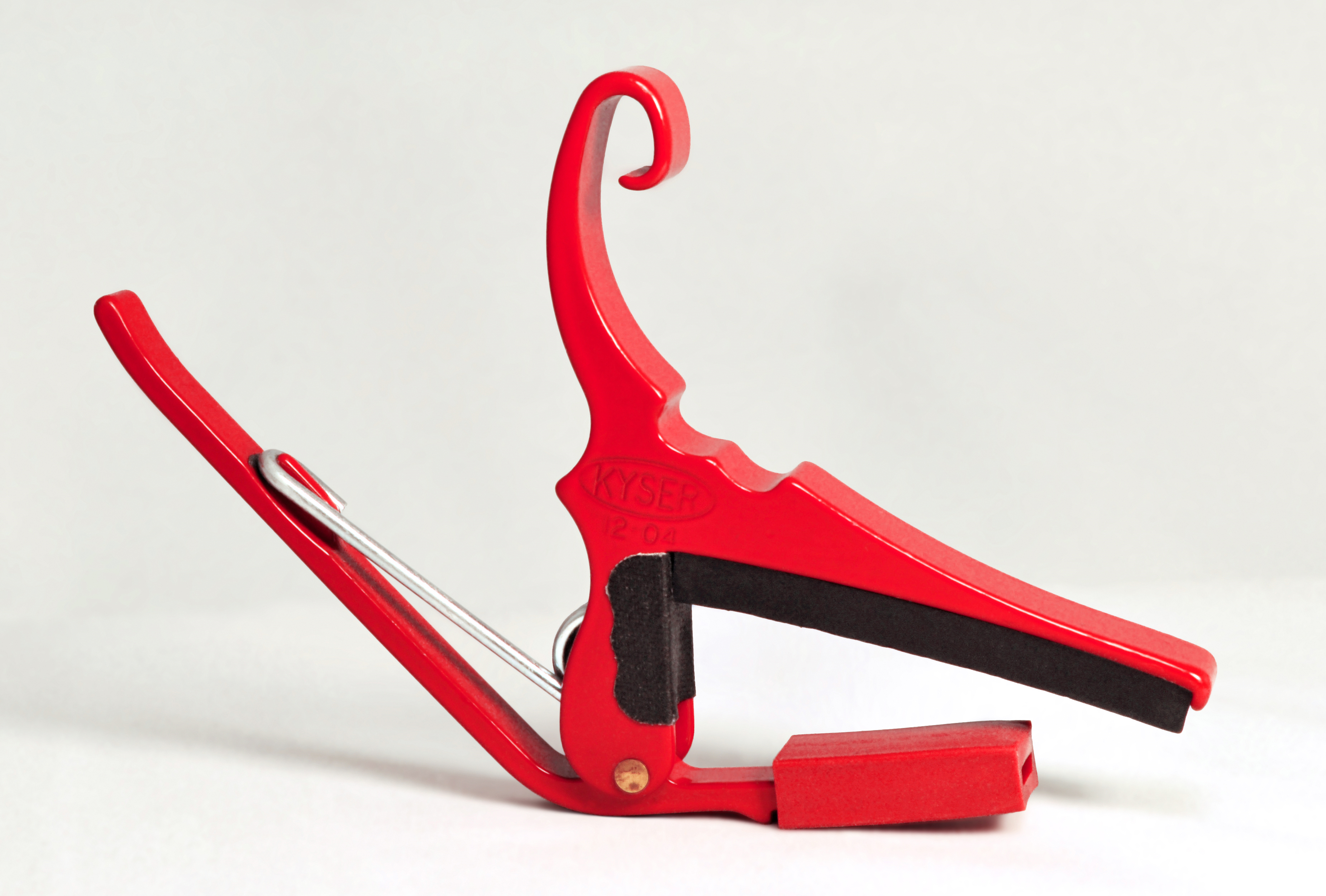
彈簧式移調夾

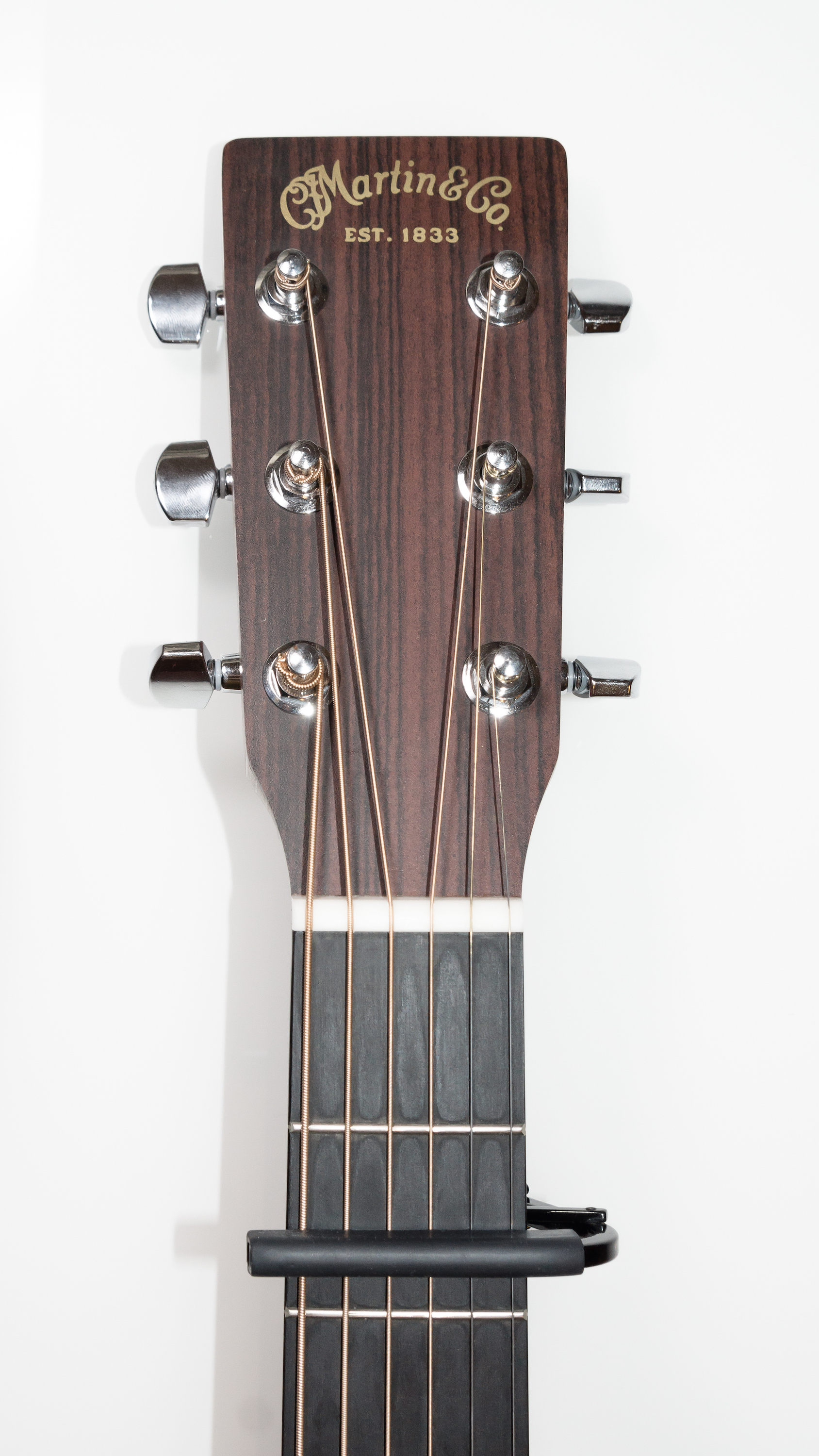
移調夾將琴弦夾緊在指板上

吉他變調夾又稱為移調夾，是一種橫向夾緊在吉他琴弦和指板上，用於提升其音調的裝置。

## 用途
變調夾最初的用途是調整吉他的音調，使其與演唱者的嗓音相協調。現在，它被廣泛的用於弗拉門戈吉他、古典吉他及民謠吉他的演奏中。
用於獨奏曲目時，變調夾常被置於第一到第四音品之間。高於第四品的使用基本上只見於伴奏。